# Photinia zhejiangensis
Photinia zhejiangensis là loài thực vật có hoa trong họ Hoa hồng. Loài này được P.L. Chiu miêu tả khoa học đầu tiên năm 1980.